# Neopetrobia tarkaensis
Neopetrobia tarkaensis är en spindeldjursart som beskrevs av Meyer 1974. Neopetrobia tarkaensis ingår i släktet Neopetrobia och familjen Tetranychidae. Inga underarter finns listade i Catalogue of Life.